# Abronia mellifera
Abronia mellifera är en underblomsväxtart som beskrevs av David Douglas och William Jackson Hooker. Abronia mellifera ingår i släktet Abronia och familjen underblomsväxter. Inga underarter finns listade i Catalogue of Life.